# Ctenoptilum
Ctenoptilum is een geslacht van vlinders van de familie dikkopjes (Hesperiidae), uit de onderfamilie Pyrginae.
Het geslacht werd voor het eerst beschreven in 1890 door Charles Lionel Augustus de Nicéville.

## Soorten
- C. multiguttata De Nicéville, 1890
- C. vasava (Moore, 1865)